# Clarksville (Idaho)
Clarksville és una comunitat no incorporada al comtat de Kootenai (Idaho, Estats Units). Clarksville és a la riba sud del llac Hayden, 6 milles (9.7 km) al nord-nord-est de Coeur d'Alene. El 1960 a Clarksville hi vivien 44 persones.